# Scytalopus
Scytalopus é um gênero de aves passeriformes do Novo Mundo que inclui um número ainda subestimado de espécies denominadas como tapaculos e macuquinhos. Com uma taxonomia controversa e confusa, o pico de biodiversidade dos Scytalopus ocorre nos Andes; no Brasil, existem pelo menos cinco espécies.[carece de fontes?]
Inclui aves de pequeno porte, com 12 a 15 cm de comprimento e menos de 20 g de massa corpórea, plumagem semelhante, em tons de preto e cinzento-escuro nos adultos, e canto monótono. O bico é curto, provido de uma "tampa" sobre a narina (opérculo nasal) e a cauda é pequena e levantada. Pouco se sabe sobre hábitos de reprodução e alimentação. Vivem principalmene em florestas úmidas, no nível do solo, entre a folhagem e vegetação densa, ocupando o nicho ecológico de pequenos roedores. Raramente voam (algumas variedades quase perderam capacidade de voar), mas  correm com muita rapidez e escondem-se ao menor sinal de perigo. O temperamento arisco e desconfiado, aliado à plumagem escura e ambiente sombrio de vida, torna os Scytalopus muito difíceis de observar no campo. A única característica de identificação segura parece ser a análise detalhada do canto de cada espécie.[carece de fontes?]
A lista de Sibley-Monroe (1990, ver referência) cita um ornitólogo frustrado que apelidou o grupo de ratos-com-penas e enumera 13 espécies. Porém, estudos realizados desde esta publicação aumentaram o número de espécies para 25 e levantaram suspeitas sobre o status taxonômico de 5 ou 6 subespécies.[carece de fontes?]
Recentemente, provou-se que duas espécies de macuquinhos estavam artificialmente alocadas no gênero Scytalopus (Maurício et al. 2008, ver referência). Apresentando diferenças acentuadas na estrutura da siringe (aparelho vocal das aves), osso da clavícula (fúrcula) e genética, em comparação com outras espécies de Scytalopus, foi descrito o gênero Eleoscytalopus para abrigar o macuquinho-baiano Eleoscytalopus psychopompus e macuquinho Eleoscytalopus indigoticus.[carece de fontes?]

## Espécies brasileiras
- Tapaculo-da-chapada-diamantina Scytalopus diamantinensis
- Tapaculo-preto Scytalopus speluncae
- Macuquinho-da-várzea Scytalopus iraiensis
- Macuquinho-preto-baiano Scytalopus gonzagai[1]
- Tapaculo-ferreirinho Scytalopus pachecoi
- Tapaculo-de-brasília Scytalopus novacapitalis